# Swissgrid
Cet article concerne le gestionnaire de réseau électrique. Pour la projection cartographique, voir Swiss grid.
Swissgrid, qui possède des sites à Aarau et Prilly, est le gestionnaire du réseau de transport d'électricité suisse. Ses activités sont supervisées par l'ElCom, la Commission fédérale de l’électricité.

## Historique
C'est dans le sillage de la libéralisation du marché de l’électricité que naît Swissgrid. L'entreprise est créée en janvier 2005 par les grandes entreprises d’interconnexion suisses. À partir du 15 décembre 2006, Swissgrid commence ses activités de coordination du réseau de transport suisse existant qui comportait alors huit zones de réglage (380/220 kV). Lors du regroupement de ces huit zones de réglage en une seule pour toute la Suisse, dans la nuit du 31 décembre 2008 au 1er janvier 2009, Swissgrid prend en charge l'exploitation des 6700 kilomètres de lignes du réseau à très haute tension.
À la suite de son inscription au registre du commerce, le 3 janvier 2013, Swissgrid devient propriétaire du réseau de transport suisse. Swissgrid, la Société nationale du réseau de transport, est dès lors non seulement responsable de l’exploitation du réseau, mais également de son entretien, de sa rénovation et de son extension. L'exigence légale, qui stipulait que les entreprises d'électricité devaient remettre le réseau de transport à Swissgrid au plus tard le 1er janvier 2013, est alors satisfaite.

## Organisation
Swissgrid comporte quatre divisions : Grid Infrastructure, Market, Technology et Corporate Services.
La loi sur l’approvisionnement en électricité stipule que la majorité des membres, le président du conseil d'administration et les membres de la direction ne peuvent ni appartenir à des organes de personnes morales actives dans le secteur de la production ou du commerce d’électricité, ni être sous contrat de service avec de telles personnes morales. Le Conseil d'administration se compose actuellement de cinq personnes ne faisant pas partie du secteur d'activité et de quatre représentants du secteur d'activité. Le président du Conseil d’administration est choisi parmi les premiers nommés.

## Actionnaires
- BKW Netzbeteiligung AG 36,12 %
- Axpo Power AG 22,69 %
- Axpo Solutions AG 8,75 %
- Elektrizitätswerk der Stadt Zürich (EWZ) 8,74 %
- SIRESO Société d’Investissement de Suisse occidentale SA 5,24 %
- Centralschweizerische Kraftwerke AG 4,21 %
- Kraftwerke Hinterrhein AG 1,87 %
- Azienda Elettrica Ticinese (AET) 1,66 %
- Officine idroelettriche della Maggia SA (Ofima) 1,57 %
- Kraftwerke Linth-Limmern AG 1,53 %
- SN Energie AG 1,29 %
- Forces Motrices Valaisannes SA (FMV) 1,11 %
- Industrielle Werke Basel (IWB) 0,78 %
- Forces Motrices de Mauvoisin S.A. 0,76 %
- EnAlpin AG 0,74 %
- Nant de Drance SA 0.70 %
- Officine Idroelettriche di Blenio SA (Ofible) 0,45 %
- Kraftwerke Oberhasli AG 0,44 %
- Aziende Industriali di Lugano SA (AIL) 0,44 %
- Kraftwerke Mattmark AG 0,40 %
- Elektrizitätswerk Obwalden 0,15 %
- Engadiner Kraftwerke AG 0,12 %
- Kraftwerke Vorderrhein AG 0,12 %
- General Electric Technology GmbH 0,09 %
- Kraftwerke Sarganserland AG (KSL) <0,02 %
- AEK Energie AG 0,01 %
- Aare Versorgungs AG (AVAG) <0,01 %
- Alpiq Suisse SA <0,01 %
- Electra-Massa AG <0,01 %
- Forces Motrices Hongrin-Léman S.A. (FMHL) <0,01 %
- Grande Dixence SA <0,01 %
- Repower AG <0,01 %

## Coopérations
Dans le cadre de l'échange d'électricité en Europe, l'entreprise était membre de l'«Union for the Co-ordination of Transmission of Electricity» (UCTE) et de l'organisation des gestionnaires de réseaux de transport européens (European Transmission System Operators, ETSO). Ces deux associations ont entre-temps fusionné afin de créer l'association European Network of Transmission System Operators for Electricity (ENTSO-E) qui a été créée à Prague en décembre 2008 et qui a commencé ses activités opérationnelles pendant l'été 2009.
Swissgrid est également membre de la coopération TSO Security Cooperation (TSC) et actionnaire de la société Capacity Allocation Service Company (CASC) depuis novembre 2010.

## Chiffres clés sur le réseau de transport suisse
Le réseau de transport suisse, long de 6700 kilomètres, est exploité avec des tensions de 220 ou 380 kilovolts et une fréquence de 50 hertz. Il dispose de 145 postes de couplage et de 12'000 pylônes.

## Rétribution à prix coûtant du courant injecté (Pronovo)
En mai 2017, le peuple suisse a adopté la Loi sur l'énergie. Celle-ci entrera en vigueur le 1er janvier 2018 et prévoit entre autres d'externaliser l'exécution de l'encaissement du supplément réseau, les versements de la RPC et des rétributions uniques ainsi que l'établissement des garanties d'origine dans un organe d'exécution indépendant. Swissgrid était directement responsable de ces activités en tant qu'organisme de certification accrédité depuis 2007 sur mandat de la Confédération.
L'entreprise inscrite au registre du commerce du canton d'Argovie sous le nom de Pronovo AG est une filiale entièrement détenue par Swissgrid et soumise à la surveillance de l'Office fédéral de l'énergie (OFEN). La filiale qui compte près de 60 collaborateurs a son siège à Frick (AG). L'organe d'exécution nouvellement créé a commencé son activité opérationnelle à partir du 3 janvier 2018.